# Кауб, Иоганн Воннеке фон

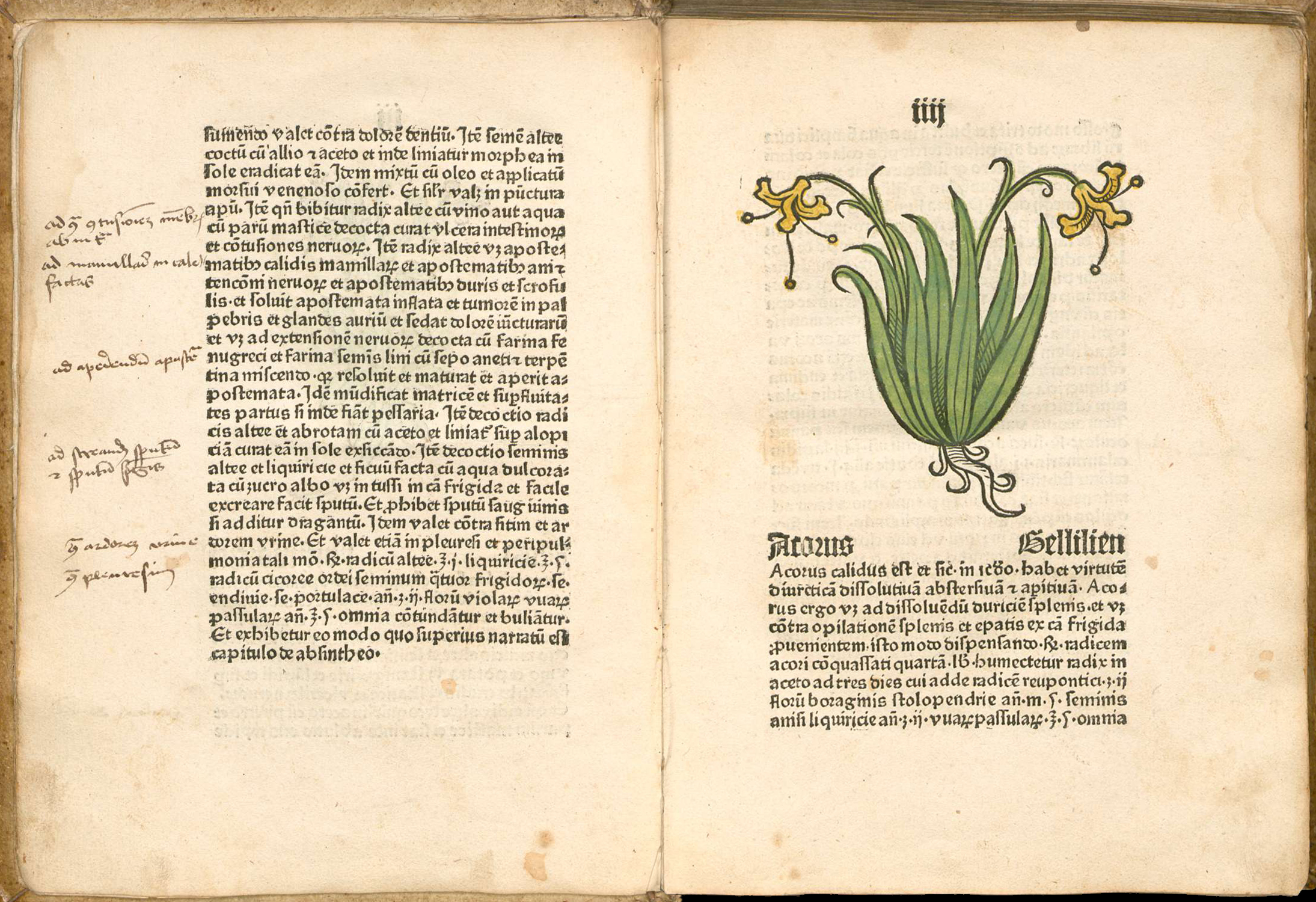
Разворот из «Гербария» фон Кауба, напечатанного Петером Шёффером в 1484 году. Иллюстрации раскрашены вручную.

Иоганн Воннеке фон Кауб (Johann Wonnecke von Kaub; около 1430—1503/1504) — немецкий врач и ботаник.

## Биография
В конце XV века Воннеке жил в Аугсбурге, около 1448 года — во Франкфурте-на-Майне. Составитель гербария (травника), который впервые появился в 1484 году под названием «Гербарий» (Herbarius), позже на верхненемецком языке вышел как «Ortus Sanitas, или Сад здравия» (Ortus sanitatis, auf teutsch ein gart der gesuntheit; Gart der Gesundheit) в 1485 году в Майнце. Позже, в 1492 году, был издан в Любеке на нижненемецком языке как «Der Ghenocklicke Gharde der Suntheit». Далее книга многократно редактировалась и переиздавалась. Сведения, которые легли в основу травника, Воннеке взял у одного из участников экспедиции на восток, предпринятой Бернхардом фон Брайденбахом (Bernhard von Breidenbach) в 1483—1484 годах.
Сочинения по медицине и ботанике в то время были очень редки, и книга приобрела большое значение и популярность.